# からす座ベータ星
からす座β星(からすざベータせい、Beta Crv / β Corvi / β Crv)は、からす座の3等星。からす座で2番目に明るい恒星で黄色の輝巨星である。

## 名称
クラズ (Kraz) という固有名は、アントニーン・ベチュヴァーシュが1951年に発行した星図 Atlas Coeli Skalnaté Pleso （通称「ベクバル星図」）の中で初めて使われたもので、語源は不明である。2018年6月1日、国際天文学連合の恒星の命名に関するワーキンググループ (Working Group on Star Names, WGSN) は、Kraz をからす座β星の固有名として正式に承認した。
中国では、からす座β星は、γ星とε星と共に軫宿と呼ばれる星官を成している。β星は、その4番目の恒星とされているため、軫宿四と呼ばれる。